# Viktor Alekseevič Zubkov
Viktor Alekseevič Zubkov (in russo Виктор Алексеевич Зубкóв?; Kušva, 15 settembre 1941) è un dirigente d'azienda, politico e funzionario russo.
Attualmente è il presidente della Gazprom, principale compagnia petrolifera russa.
È stato investigatore sui crimini finanziari fino al 12 settembre 2007, quando è stato nominato dal Presidente Vladimir Putin Primo ministro in sostituzione di Michail Fradkov, che si era dimesso lo stesso giorno. La nomina è stata formalmente accettata dalla Duma il 14 settembre 2007. Zubkov è rimasto in carica fino al 7 maggio 2008, quando, con l'insediamento come Presidente della Russia di Dmitrij Medvedev, l'incarico è stato affidato a Vladimir Putin.
Ha il grado civile di Consigliere di Stato effettivo della Federazione Russa di 1ª classe.
Alcuni analisti politici avevano considerato la promozione di Zubkov come possibile scelta di Putin come suo successore alla carica di Presidente della Russia, secondo il precedente stabilito dall'allora Presidente Boris El'cin che nominò Putin Primo Ministro il 9 agosto 1999, dimettendosi poi l'ultimo giorno del 1999 nominando Putin in sua vece. L'ipotesi è poi tramontata al momento dell'elezione, in cui ha vinto Dmitrij Medvedev.

## Biografia
Zubkov si è laureato al Dipartimento di Economia dell'Istituto di Agricoltura di Leningrado nel 1965. Nel 1955 fu arruolato nell'Esercito Sovietico per 18 mesi; nel periodo 1967-1985 occupò posizioni di comando nei Kolchoz dell'Oblast' di Leningrado. Dal 1985 al 1991 occupò diverse posizioni di rilievo nel Partito Comunista dell'Unione Sovietica nell'Oblast di Leningrado e dal 1989 al 1991 fu il Primo vicepresidente del Comitato Esecutivo del Partito nell'Oblast di Leningrado.
Dal gennaio 1992 al novembre 1993 fu Presidente del Comitato di Relazioni Esterne dell'Ufficio del Sindaco di San Pietroburgo, diretto da Vladimir Putin. Dal 3 novembre 1993 al 30 novembre 1998 Zubkov fu Capo del Dipartimento sull'Ispezione delle Tasse Statali di San Pietroburgo e simultaneamente Presidente dell'Ispettorato sulle Tasse Statali per San Pietroburgo.
Nel dicembre 1998, durante il governo Evgenij Primakov, l'Ispettorato sulle Tasse fu riorganizzato nel Ministero delle Tasse della Russia, di cui Zubkov non ricoprì più il ruolo di capo, anche se fu immediatamente nominato Presidente del Direttorato di San Pietroburgo del Ministero delle Tasse. Il 23 luglio 1999 Zubkov fu nominato Ministro delle Tasse della Russia per la regione Nord-occidentale. In pochi giorni fu anche nominato Capo del Direttorato del Ministero delle Tasse a san Pietroburgo e nell'Oblast di Leningrado.
Il 12 agosto 1999 partecipò alle elezioni per divenire governatore dell'Oblast di Leningrado, assistito da Boris Gryzlov come manager per la campagna elettorale, ma perse l'elezione contro Valerij Serdjukov il 19 settembre 1999 con l'8,64% dei voti (4º posto su 16). Il 5 novembre 2001 abbandonò la carica di Ministro delle Tasse e fu nominato Ministro delle Finanze della Russia e Presidente del Comitato di Monitoraggio Finanziario, per combattere il riciclaggio di denaro.
Il 16 marzo 2004, dopo le dimissioni del governo Michail Kas'janov, il Comitato di Monitoraggio Finanziario fu ridenominato Servizio di Monitoraggio Finanziario Federale del Ministero delle Finanze, ma Zubkov mantenne la sua posizione nel primo e nel secondo Governo Michail Fradkov. Nel 2006, Zubkov si è posizionato all'84º posto nella classifica dei più influenti politici russi. La figlia di Zubkov ha sposato il Ministro della Difesa Anatolij Serdjukov nel febbraio 2007.